# Katedra Świętego Pawła w Mdinie
Katedra Świętego Pawła w Mdinie (ang. The Metropolitan Cathedral of Saint Paul, malt. Il-Katidral Metropolitan ta’ San Pawl) – główna świątynia katolicka archidiecezji maltańskiej.

## Historia

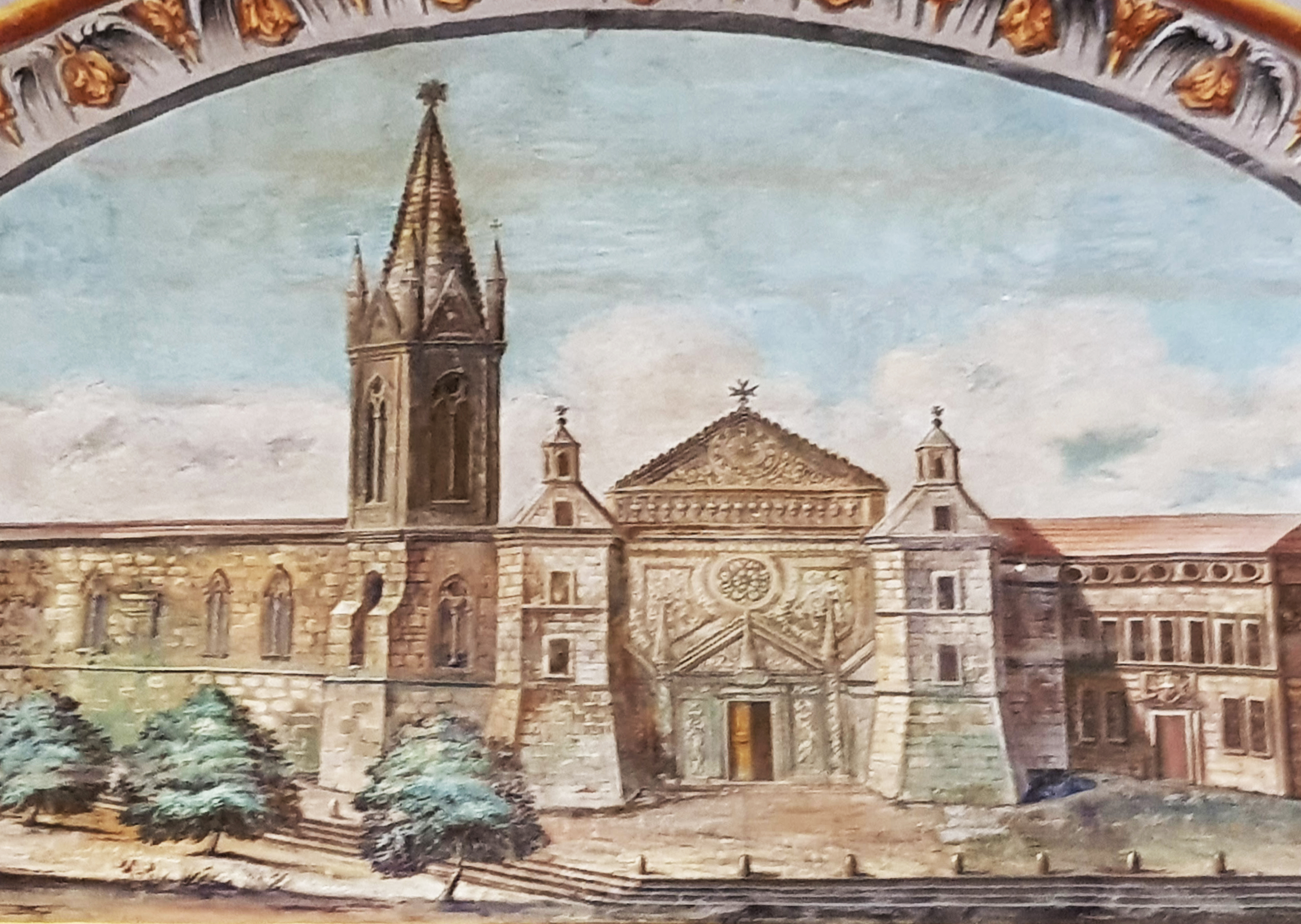
Stara katedra w Mdinie przedstawiona na fresku w pałacu wielkiego mistrza w Valletcie.

Tradycja mówi, że katedra stoi na miejscu willi Publiusza, rzymskiego namiestnika Malty w czasie, gdy św. Paweł Apostoł wylądował na wyspie. Prosty normański budynek pierwszej katedry z końca XI w., gdy Roger I, hrabia Sycylii podporządkował sobie Maltę, został powiększony w 1419.
Pierwsze dowody na istnienie tutaj katedry pochodzą z końca XVI i początku XVII w. Są to dwa freski pędzla Matteo Pereza d'Aleccio (1547–1616) w pałacu Wielkiego Mistrza w Valletcie. Widać na nich kościół przypominający włoski styl romański, z pojedynczą nawą, wysoko sklepionym dachem i masywną dzwonnicą przy jednym z boków. 11 stycznia 1693 starą katedrę zniszczyło trzęsienie ziemi, obejmujące swym zasięgiem cały centralny obszar basenu Morza Śródziemnego. Przetrwała tylko absyda z tyłu budowli, której konstrukcję kilkanaście lat wcześniej (1681) wzmocnił podczas przebudowy maltański architekt Lorenzo Gafà (1638–1703).
Gafie ponownie zlecono projekt katedry i nadzór nad jej odbudową, którą rozpoczął w 1697. Prace postępowały bardzo szybko, już po pięciu latach nowa katedra została konsekrowana.

## Katedra
Katedra św. Pawła jest posadowiona na niskim podwyższeniu na końcu prostokątnego placu o tej samej nazwie. Fasada frontowa, podzielona pilastrami z wykończeniem w stylu korynckim na trzy segmenty, daje jej lekki, ale solidny wygląd. 
Dzwonnice - każda z sześcioma dzwonami, z których najstarszy odlano w Wenecji w 1370 - są przysadziste, dając fasadzie ciężkość, lecz przez dwa zegary, dotykające dolnej krawędzi gzymsu, wydaje się ona lżejsza. Prawy zegar pokazuje godziny i minuty, a lewy - dni i miesiące. Nad lekko wysuniętym do przodu środkiem góruje trójkątnie sklepiony portal, a powyżej wejścia widać herb diecezji oraz biało-czerwony herb Mdiny (często mylony z herbem Malty). Po lewej stronie jest rozeta Wielkiego Mistrza Ramona Perellosa (podczas którego rządów katedra została zbudowana), a po prawej - biskupa Cocco Palmieriego, który konsekrował katedrę w 1702, dwa lata przed ukończeniem jej kopuły. Z przodu stoją obowiązkowe działa, część uzbrojenia Zakonu: na lewo holenderskie z 1681, na prawo zaś armata nosząca herb księcia Sabaudii, będąca podarunkiem dla Joannitów, upamiętniająca obronę Rodos.
Wymykająca się spod wież i frontonu, dynamiczny "łabędzi śpiew" Gafy - lekka ośmioboczna kopuła, z ośmioma kamiennymi zwojami ponad wysokim bębnem, prowadzącym do zgrabnej latarni. Podobna w stylu do kopuły kościoła św. Katarzyny w Żejtun. Najlepiej oglądać ją od wewnątrz, lub z pewnej odległości.

## Wnętrze
Katedrę zbudowano na planie krzyża, ze sklepioną nawą centralną i dwoma nawami bocznymi, w których znajdują się niewielkie kaplice. Miejsce pod bogatą mozaikową podłogą z wymyślnymi i makabrycznymi płytami nagrobnymi zarezerwowane jest dla maltańskiej szlachty i wysokiego rangą kleru, co odróżnia katedrę od katedry św. Jana w Valletcie, gdzie mogą być chowani jedynie rycerze Zakonu.
- Zaraz na lewo po wejściu do katedry stoi chrzcielnica z białego marmuru, dar biskupa Valguarnero z 1495, która przetrwała kataklizm w 1693.
- Na prawo od drzwi wejściowych stoi statua św. Publiusza, która - jak również figury świętych Jana Ewangelisty i Łukasza stojące obok ołtarza głównego - jest dziełem Giuseppe Valentiego, również autora pomnika królowej Wiktorii w Valletcie.
- Freski na sklepieniu krzyżowym zostały namalowane w 1794 przez dwóch braci - Antonio i Vincenzo de Manno z Sycylii i przedstawiają życie św. Pawła.
- Rzeźbione drzwi do zakrystii (w środkowej części lewej nawy bocznej), wykonane w 1520 z litego dębu irlandzkiego, będące głównymi drzwiami do pierwotnej katedry, przetrwały trzęsienie ziemi w 1693 r.
- W lewej nawie bocznej - kaplica Zwiastowania z obrazem tytularnym Mattia Pretiego.
- W kaplicy Najświętszego Sakramentu (na lewo od ołtarza głównego) znajduje się Madonna - ikona przypisywana św. Łukaszowi (niestety nie ma na to dowodów ani przekazów o namalowaniu przez niego obrazu podobnego do Madonny z Mellieħa). Srebrne tabernakulum wykonane w Rzymie, datowane na wczesne lata XVIII w.
- W ołtarzu głównym - Nawrócenie św. Pawła, panele boczne oraz wspaniałe graficzne odwzorowanie w absydzie katastrofy statku św. Pawła - wszystko to pędzla Mattia Pretiego z późnych lat XVII w.; to również przetrwało trzęsienie ziemi.
- Dwa włoskie owalne portrety na przodzie pilarów są mozaiką z marmuru, z fotograficzną dokładnością przedstawiają św. Piotra i św. Pawła. Pochodzą z roku 1873.
- Rzadki i cenny srebrny krzyż przywieziony przez joannitów z Rodos. Przekaz (jednakże niepotwierdzony) mówi, że Gotfryd z Bouillon przywiózł go do Jerozolimy w czasie pierwszej krucjaty w 1099 r.
- Dwa trony naprzeciw głównego ołtarza zarezerwowane są dla biskupa Malty oraz Wielkiego Mistrza Zakonu.
- Oryginalne malowidła Giovanniego Garucci z roku 1850 wewnątrz wspaniałej kopuły zostały zniszczone przez pogodę; współczesne malowidła, pędzla Raffaele Caffaro Rorègo z roku 1960[6], przedstawiają Boską misję Kościoła.
- Malowidła wewnątrz dwóch małych kopuł wykonał w latach 1750-1790 Francesco Vincenzo Zahra[6].
- Podobnie jak kaplica Najświętszego Sakramentu, tak i kaplica Ukrzyżowania (na prawo od ołtarza głównego) ma delikatnie inkrustowaną marmurową podłogę, przypominającą dywan, oraz ponurą czarno-złotą XVIII-wieczną bramę. Po lewej stronie bramy umieszczono tablicę z łacińskim napisem upamiętniającym mszę świętą, której przewodniczył podczas swej pierwszej podróży apostolskiej na Maltę, papież Jan Paweł II w dniu 27 maja 1990 r. Krucyfiks w kaplicy został wykonany przez franciszkańskiego mnicha w XVII w.
- Obraz w ołtarzu św. Publiusza, przedstawiający jego męczeństwo oraz chrzest przez św. Pawła, przypisywany jest czasem Mattia Pretiemu, lecz pochodzi tylko z jego szkoły[4].

Obiekt jest wpisany na listę National Inventory of the Cultural Property of the Maltese Islands pod numerem 02197.